# Santiago Noé Ramírez Acosta
Santiago Noé Ramírez Acosta (Culiacán, Sinaloa, 16 de febrero de 1997) es un futbolista mexicano que juega como portero en el Atlético Morelia de la Liga de Expansión MX.

## Trayectoria
Se formó en las fuerzas básicas de Club de Fútbol Monterrey, en donde participó en los equipos de la tercera y segunda división, además de los equipos de la categoría sub-17 y 20. En diciembre de 2014 obtuvo su primer título al derrotar en la final de la categoría sub-17 al Club Santos Laguna.
En 2018 llegó a préstamo al Club Puebla, pero solo tuvo participación con la categoría sub-20. La temporada 2020-21 estuvo con Venados Fútbol Club Yucatán, pero no tuvo participación en ningún partido. En 2021 llegó al Atlético Morelia, donde debutó el 29 de julio de 2021 ante Mineros de Zacatecas. Con los canarios obtuvo el campeonato del Torneo Clausura 2022 al derrotar en la final a Cimarrones de Sonora. Un año más tarde llegó nuevamente a la final, en esta ocasión perdiendo contra Club Deportivo Tapatío.
El 21 de julio de 2023 fue anunciado como nuevo refuerzo de Santos Laguna.

## Palmarés

### Campeonatos nacionales
| Título                            | Equipo                   | País   | Año    |
| --------------------------------- | ------------------------ | ------ | ------ |
| Primera División de México Sub-17 | Club de Fútbol Monterrey | México | A-2014 |
| Liga de Expansión MX              | Atlético Morelia         | México | C-2022 |